# Marius Bülter
Marius Bülter (Ibbenbüren, Renania del Norte-Westfalia, 29 de marzo de 1993) es un futbolista alemán que juega de delantero en el F. C. Colonia de la 1. Bundesliga.

## Trayectoria
Bülter jugó en el nivel amateur alemán hasta que en el verano de 2018 fichó por el FC Magdeburgo de la 2. Bundesliga. Jugó 32 encuentros y anotó 4 goles en su primera temporada en el club, aunque su club descendió a la 3. Liga ese año.

### Unión Berlín
El 4 de julio de 2019 fue enviado a préstamo al F. C. Union Berlin de la 1. Bundesliga por toda la temporada. Debutó en la primera categoría en la derrota en casa por 4-0 ante el RB Leipzig. Su primer gol llegó en la victoria por 3-1 sobre el Borussia Dortmund, Bülter anotó el primer gol en la que fue la primera victoria del Unión en la primera división de la Alemania reunificada. El 1 de junio de 2020, el conjunto capitalino anunció que continuaría en el club la temporada 2020-21 tras haberlo adquirido en propiedad.

### Schalke 04
El 26 de junio de 2021 acordó unirse al F. C. Schalke 04, recién descendido de la Bundesliga, firmando un contrato de tres años. Tras el segundo de ellos, fue traspasado al TSG 1899 Hoffenheim. Allí también permaneció un par de campañas y en julio de 2025 se incorporó al F. C. Colonia.

## Estadísticas
Actualizado al último partido disputado el 17 de mayo de 2025.
| Club                                                                                      | Div.          | Temporada     | Liga  | Liga  | Copas nacionales(1) | Copas nacionales(1) | Copas internacionales(2) | Copas internacionales(2) | Total | Total |
| Club                                                                                      | Div.          | Temporada     | Part. | Goles | Part.               | Goles               | Part.                    | Goles                    | Part. | Goles |
| ----------------------------------------------------------------------------------------- | ------------- | ------------- | ----- | ----- | ------------------- | ------------------- | ------------------------ | ------------------------ | ----- | ----- |
| FC Eintracht Rheine · Alemania                                                            | 6.ª           | 2012-13       | ?     | ?     | —                   | —                   | —                        | —                        | ?     | ?     |
| FC Eintracht Rheine · Alemania                                                            | Total club    | Total club    | 0     | 0     | 0                   | 0                   | 0                        | 0                        | 0     | 0     |
| SuS Nevenkirchen · Alemania                                                               | 5.ª           | 2013-14       | 32    | 13    | —                   | —                   | —                        | —                        | 32    | 13    |
| SuS Nevenkirchen · Alemania                                                               | Total club    | Total club    | 32    | 13    | 0                   | 0                   | 0                        | 0                        | 32    | 13    |
| SV Rödinghausen · Alemania                                                                | 4.ª           | 2014-15       | 30    | 8     | —                   | —                   | —                        | —                        | 30    | 8     |
| SV Rödinghausen · Alemania                                                                | 4.ª           | 2015-16       | 30    | 7     | —                   | —                   | —                        | —                        | 30    | 7     |
| SV Rödinghausen · Alemania                                                                | 4.ª           | 2016-17       | 24    | 4     | —                   | —                   | —                        | —                        | 24    | 4     |
| SV Rödinghausen · Alemania                                                                | 4.ª           | 2017-18       | 30    | 20    | —                   | —                   | —                        | —                        | 30    | 20    |
| SV Rödinghausen · Alemania                                                                | Total club    | Total club    | 114   | 39    | 0                   | 0                   | 0                        | 0                        | 114   | 39    |
| 1. F. C. Magdeburgo · Alemania                                                            | 2.ª           | 2018-19       | 32    | 4     | 1                   | 0                   | —                        | —                        | 33    | 4     |
| 1. F. C. Magdeburgo · Alemania                                                            | Total club    | Total club    | 32    | 4     | 1                   | 0                   | 0                        | 0                        | 33    | 4     |
| F. C. Union Berlin · Alemania                                                             | 1.ª           | 2019-20       | 32    | 7     | 4                   | 0                   | —                        | —                        | 36    | 7     |
| F. C. Union Berlin · Alemania                                                             | 1.ª           | 2020-21       | 26    | 1     | 2                   | 0                   | —                        | —                        | 28    | 1     |
| F. C. Union Berlin · Alemania                                                             | Total club    | Total club    | 58    | 8     | 6                   | 0                   | 0                        | 0                        | 64    | 8     |
| F. C. Schalke 04 · Alemania                                                               | 2.ª           | 2021-22       | 32    | 10    | 2                   | 2                   | —                        | —                        | 34    | 12    |
| F. C. Schalke 04 · Alemania                                                               | 1.ª           | 2022-23       | 33    | 11    | 2                   | 0                   | —                        | —                        | 35    | 11    |
| F. C. Schalke 04 · Alemania                                                               | Total club    | Total club    | 65    | 21    | 4                   | 2                   | 0                        | 0                        | 69    | 23    |
| TSG 1899 Hoffenheim · Alemania                                                            | 1.ª           | 2023-24       | 30    | 1     | 2                   | 1                   | —                        | —                        | 32    | 2     |
| TSG 1899 Hoffenheim · Alemania                                                            | 1.ª           | 2024-25       | 25    | 7     | 2                   | 1                   | 4                        | 0                        | 31    | 8     |
| TSG 1899 Hoffenheim · Alemania                                                            | Total club    | Total club    | 55    | 8     | 4                   | 2                   | 4                        | 0                        | 63    | 10    |
| F. C. Colonia · Alemania                                                                  | 1.ª           | 2025-26       | 0     | 0     | 0                   | 0                   | ―                        | ―                        | 0     | 0     |
| F. C. Colonia · Alemania                                                                  | Total club    | Total club    | 0     | 0     | 0                   | 0                   | 0                        | 0                        | 0     | 0     |
| Total carrera                                                                             | Total carrera | Total carrera | 356   | 93    | 15                  | 4                   | 4                        | 0                        | 375   | 97    |
| (1) Incluye datos de la Copa de Alemania. (2) Incluye datos de la Liga Europa de la UEFA. |               |               |       |       |                     |                     |                          |                          |       |       |